# Яковлев, Вадим Васильевич
Вадим Васильевич Я́ковлев (род. 4 марта 1946, Владимир, РСФСР, СССР) — советский и российский актёр театра и кино. Народный артист РСФСР (1985). В современном российском кино известен благодаря роли полковника Олега Филипповича Тихомирова, наставника и куратора Лёхи Николаева, героя сериала «Агент национальной безопасности».

## Биография
Родился 4 марта 1946 года в городе Владимире. Учился в Ленинградском институте театра, музыки и кинематографии по классу профессора Г. А. Товстоногова, закончил обучение в 1967 году. В составе своего курса со своими дипломными спектаклями «Зримая песня» и «Вестсайдская история», вошёл в труппу Ленинградского государственного театра им. Ленинского комсомола.
С 1987 по 1991 год был актёром Театра имени А. С. Пушкина («Александринка»). Артист Ленинградского театра имени Ленинского комсомола (ныне театр Балтийский дом).

## Признание и награды
- Заслуженный артист РСФСР (1979)
- Народный артист РСФСР (1985)
- Медаль ордена «За заслуги перед Отечеством» II степени (2007)

## Творчество

### Роли в театре
- «Алексей и Ольга», главная роль
- «Вестсайдская история» — Рифф, главарь банды
- «Две зимы и три лета» — Мишка, главная роль
- «Лошадь Пржевальского» — Андрей Иконников, главная роль
- «Чайка» — Тригорин
- «Звезды для лейтенанта» — Луговой
- «Утиная охота» — официант Дима
- «Берег Никитин», главная роль
- «Последние» — Якорев
- «Кукарача» — автор
- «Необычайные приключения на Волжском пароходе», главная роль
- «Такая длинная зима»
- «Процесс» — прокурор Лоусон
- «Не был не состоял не участвовал», главная роль
- «Наедине со всеми», главная роль
- «Надежда империи» — Павел 1
- «Тамада» — Гиви, главная роль
- «Генрих 4» — Генрих, главная роль
- «Что к чему»
- «Зримая песня»
- «Соломенная шляпка»
- «Вызываются свидетели», главная роль
- «Дансинг в ставке Гитлера», главная роль
- «Три мушкетера» — Рошфор
- «Дни Турбиных» — Николка
- «Бесприданница» — Вожеватов
- «Где Чарли» — друг
- «Четыре капли»
- «Бери и помни»
- «Каждый год в это время» — главная роль
- «Кентавры»
- «Последнее слово за вами»
- «Огнём и кровью»
- «Мастер и Маргарита» — Мастер. «Балтийский дом»
- «Тартюф, или Обманщик» — Господин Лояль, судебный пристав. «Балтийский дом»

### Текущие роли в театре
- «Возвращение в любовь» — Поэт. «Балтийский дом»
- «Сталин. Ночь» — Сталин. «Балтийский дом»

### Фильмография
- 1963 — День счастья — гость на свадьбе
- 1964 — Весенние хлопоты — рабочий
- 1967 — Происшествие, которого никто не заметил — друг Вали
- 1969 — На пути в Берлин — эпизод
- 1970 — Угол падения — Осокин
- 1970 — Ночная смена — Костя Фролов
- 1972 — Ижорский батальон — Сергей Петрович, секретарь парткома
- 1974 — Белая дорога — Гена
- 1974 — Сергеев ищет Сергеева — Владимир Андреевич Куликов, друг Юрия
- 1975 — Долгие вёрсты войны — Константин Ананьев
- 1975 — Вариант «Омега» — Константин Петрухин, сотрудник госбезопасности, друг Скорина
- 1976 — Легко быть добрым — Алексей Андреевич Ливенцев, главная роль
- 1977 — Ждите меня, острова! — Дроздов — следователь, капитан милиции
- 1978 — Пуск — эпизод
- 1978 — Уроки французского — дядя Ваня, шофёр
- 1978 — Ошибки юности — Валерьян, бригадир
- 1978 — Однофамилец — Голубев, бригадир
- 1978 — Человек меняет кожу — Синицын
- 1980 — Последний побег — штурман, гость Александра
- 1981 — Сын полка —  капитан Дмитрий Петрович Енакиев
- 1981 — Фронт в тылу врага — Фёдор Фёдорович, вновь назначенный комиссар
- 1982 — Таможня — Николай Дельков, судовой механик, контрабандист
- 1984 — Восемь дней надежды — Юрий Андреевич Севидов
- 1985 — Контракт века — чекист Ордынцев
- 1985 — Подвиг Одессы — лейтенант Алексей Иванович Ильенко
- 1986 — Конек-Горбунок — спальник
- 1987 — Моонзунд — Орехов, старшина подачи на батарее Цереля
- 1988 — Поражение после победы — Геннадий Кедров
- 1989 — Его батальон — Кизевич, старший лейтенант
- 1989 — Криминальный квартет — Иван Христофорович, прокурор
- 1990 — По прозвищу «Зверь» — «Калёный»
- 1990 — Адвокат (Убийство на Монастырских прудах) — эпизод
- 1996 — Королева Марго —  герцог Неверский
- 1999 — Д. Д. Д. Досье детектива Дубровского — доктор («Чёрные флюиды» — 14-я серия)
- 1998—2003 — Агент национальной безопасности — Олег Филиппович Тихомиров, (играл с 1 по 4 сезоны: 2—38 серии)
- 2003 — Танцор — главная роль
- 2003 — Три цвета любви — Митрофанов, сосед Макса
- 2004 — Потерявшие солнце — Павел Анатольевич Хрящев
- 2005 — Улицы разбитых фонарей-7 — Сан Саныч Петров, Роковое похмелье — 13-я серия.
- 2005 — Брежнев — Андрей Андреевич Громыко, министр иностранных дел
- 2006 — Контора — отец Витька, Троянский конь — 12-я серия.
- 2007 — Омут — Троян
- 2008 — Только вперёд — Юрий Яковлевич Полосков
- 2008 — Райские яблочки — Николай Васильевич, мастер в упаковочном цехе
- 2008 — Дилер — Вадим Яковлевич, Осквернители могил — 4-я серия
- 2008 — Родительский день — Михайлов, друг Томилина
- 2009 — Шпильки-2 — Лука, криминальный авторитет
- 2010 — Шпильки-3 — Лука, криминальный авторитет
- 2010 — Край — фельдшер
- 2010 — Тульский Токарев — «Баламут»
- 2010 — Лиговка — Яков Петрович, хозяин антикварного магазина
- 2010 — В огонь и воду — дед Харитон
- 2011 — Дознаватель — Сергей Михайлович Леонтьев, полковник МВД в отставке (19-я серия — «Истина»)
- 2011 — Маяковский. Два дня — Керженцев
- 2012 — Иуда — Анна
- 2012 — Мать-и-мачеха — Семён Петрович Болотов
- 2012 — Наружное наблюдение — Моня Моисеевич, ювелир
- 2013 — Ковбои — Илья Иванович Харитонов («Дед»), криминальный авторитет, Б. С. (Бывший сотрудник) — Фильм № 2.
- 2015 — Ленинград 46 — «Пастух», криминальный авторитет
- 2015 — Всё к лучшему — Климин
- 2016 — Улицы разбитых фонарей-15 — Семён Кошелёв (39-я серия «Пьяная дача»)
- 2017 — Можно мне тебя обнять? — Кузьмич
- 2018 — Котов обижать не рекомендуется — Марк Самуилович Якобсон, актер на пенсии
- 2019 — Агент национальной безопасности. Возвращение — Олег Филиппович Тихомиров.

## Дубляж

### Дубляж фильмов
| Год  | Фильм.                                               | Оригинальное название           | Страна | Роль                                      |
| ---- | ---------------------------------------------------- | ------------------------------- | ------ | ----------------------------------------- |
| 1980 | Встречи с 9 до 9, (фильм, 1980)                      |                                 | СССР   | Пятрас Стяпонавичюс — Будрис              |
| 1982 | В. И. Ленин. Страницы жизни, документальный          |                                 | СССР   |                                           |
| 1985 | Противостояние                                       |                                 | СССР   | Спиридон Калинович Дерябин                |
| 1985 | Свора (фильм, 1985)                                  |                                 | СССР   | Пол Мадвинг                               |
| 1992 | Непрощённый                                          | Unforgiven                      | США    | Хэкмен, Джин — Билл Дэггет                |
| 1992 | Рэкет (телесериал, 1992)                             |                                 | Россия | Степанов, Виктор — Пантеллев              |
| 2003 | Пираты Карибского моря: Проклятие «Чёрной жемчужины» | Charlie’s Angels: Full Throttle | США    | Кевин Макнелли — Джошами Гиббс            |
| 2005 | Девять неизвестных (мини-сериал,2005)                |                                 | Россия | Александр Пашутин — Александр Леонардович |
| 2008 | Не пытайтесь понять женщину                          |                                 | Россия | Владимир Мищанчук — Федор Иванович        |

### Дубляж мультипликационных и полнометражных фильмов
| Год       |    | Русское название             | Оригинальное название     | Роль                           |
| --------- | -- | ---------------------------- | ------------------------- | ------------------------------ |
| 2008—2013 | мс | Звёздные войны: Войны клонов | Star Wars: The Clone Wars | канцлер Палпатин / Дарт Сидиус |

## Семья
Женат, двое сыновей. Живёт в Санкт-Петербурге.

## Интервью
- Вадиму Яковлеву — 70!, 2016 год
- Легенды дубляжа: Вадим Яковлев.
- Поздние встречи. Актёр Вадим Яковлев, 100ТВ, 2011 год
- Вадим Яковлев в программе Блеф-Клуб, ТРК Петербург, 1999 год